# Idaea rupicolaria
Idaea rupicolaria is een vlinder uit de familie spanners (Geometridae). De wetenschappelijke naam is voor het eerst geldig gepubliceerd in 1927 door Reisser.
De soort komt voor in Europa.